# Union Sportive Madinet El Harrach
La Union Sportive de la Médina d'El Harrach (USM El Harrach) (àrab: اتحاد مدينة الهراش الرياضي, Ittiḥād Madīna al-Harrāx ar-Riyāḍī, ‘Unió Esportiva de la Ciutat d'al-Harraix’) és un club de futbol algerià de la ciutat d'Alger, al districte d'El Harrach.
El club va ser fundat el 1931. En el passat s'anomenà Union Sportive des Mineurs. Els seus colors són el groc i el negre.

## Palmarès
- Lliga algeriana de futbol:[2]
  - 1998
- Copa algeriana de futbol:[3]
  - 1974, 1987